# 돌산대교
돌산대교(突山大橋)는 전라남도 여수시 남산동과 돌산읍 우두리를 연결하는 길이 450m, 폭 11.7m(왕복 2차로), 높이 62m의 사장교이다. 1984년 12월 15일에 준공되었으며, 거북선대교와 함께 돌산도와 여수반도를 연결하는 교량이다. 설계사는 영국사이고, 시공은 대림산업이 수행하였다.
진도대교와 일종의 쌍둥이 교량으로 1980년 12월 26일 동시에 착공됐다. 조류가 세지 않은 내해에 설치된 교량으로 기초는 공기케이슨을 이용하여 시공되었다. 이런 이유에서 지상에 기초를 설치한 진도대교에 비하여 준공이 늦어졌다. 진도대교는 완공기준 대한민국 최초 사장교가 됐다.

## 갤러리

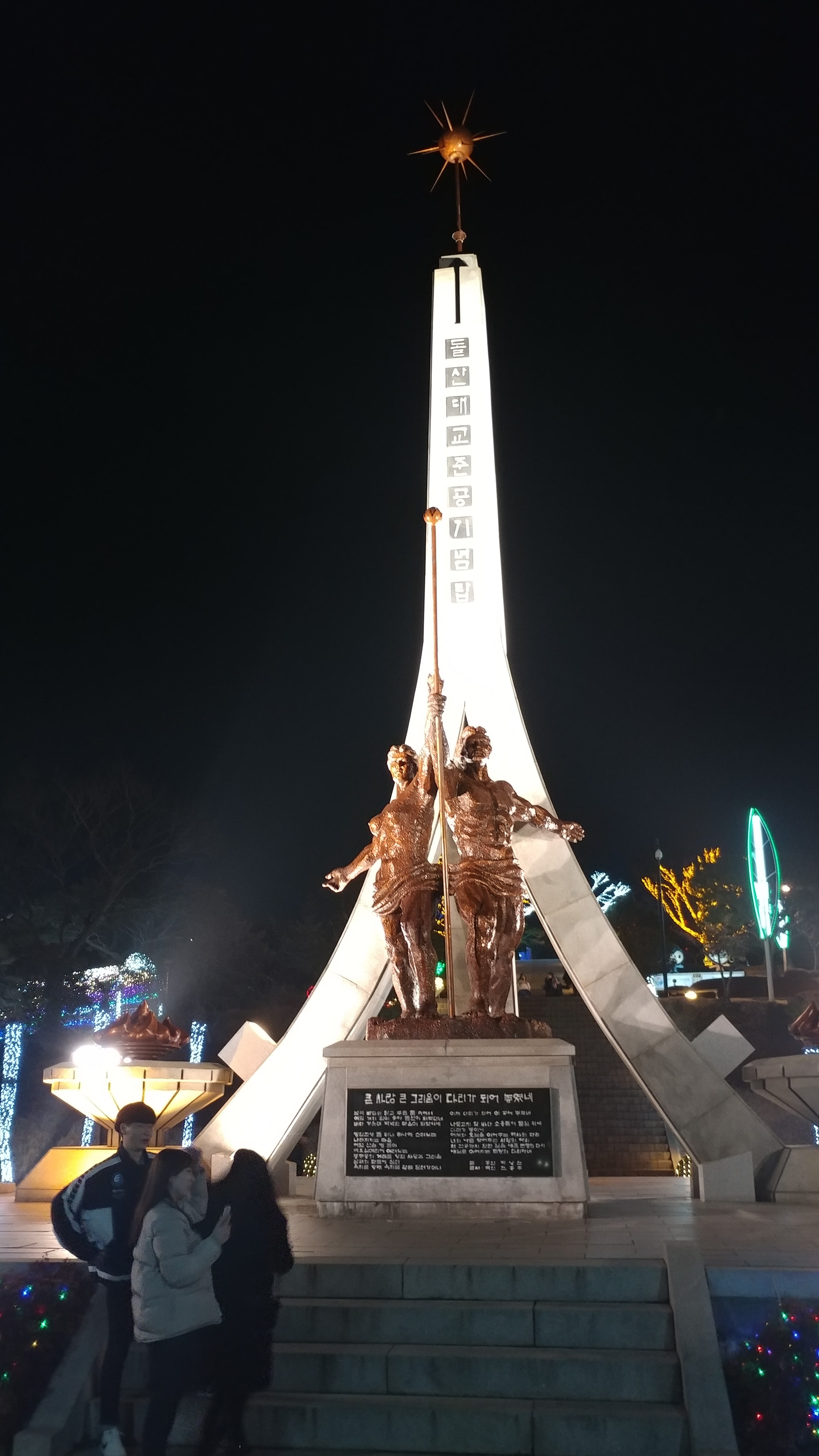
돌산대교준공기념탑
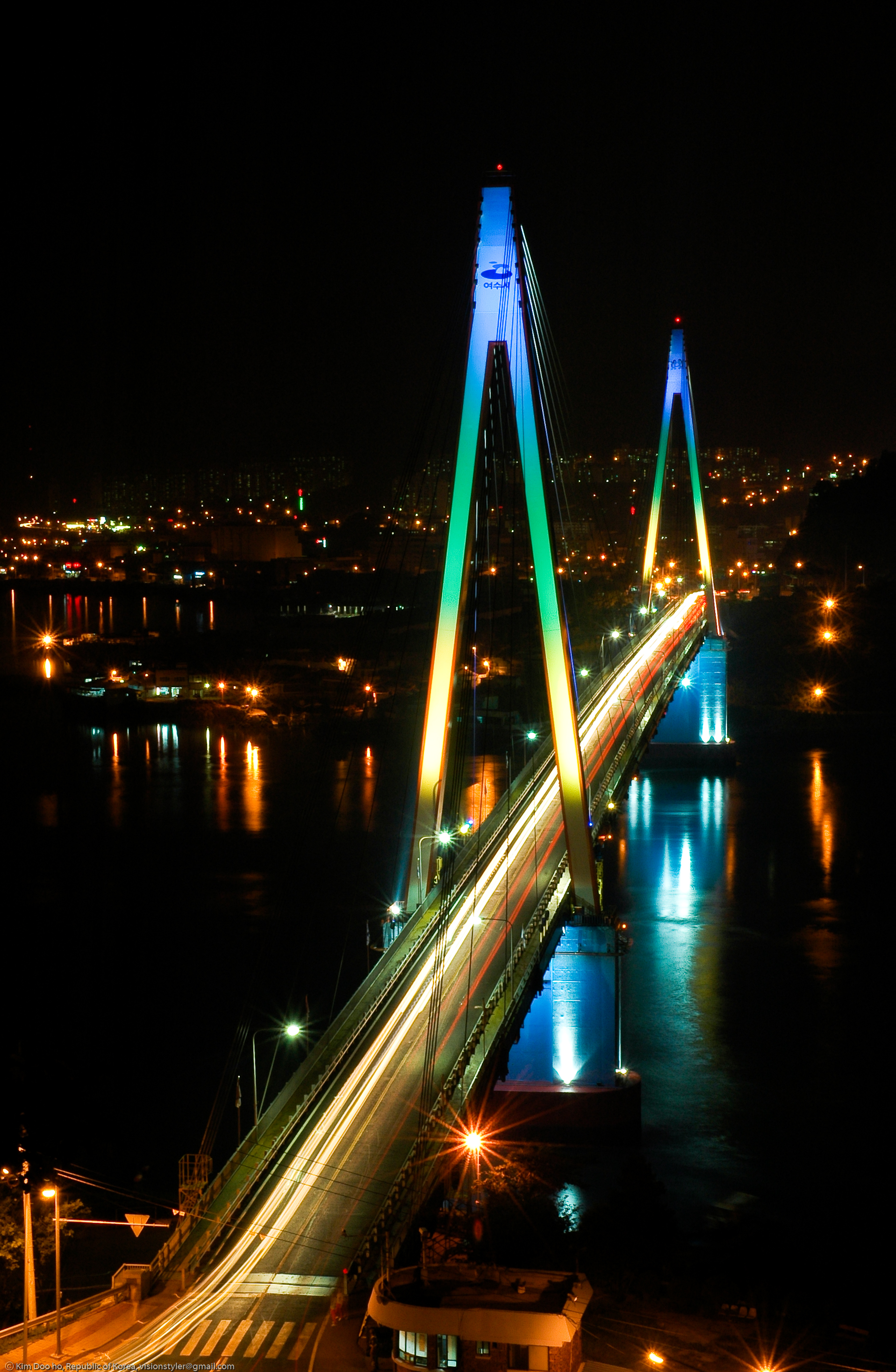
돌산대교 야경
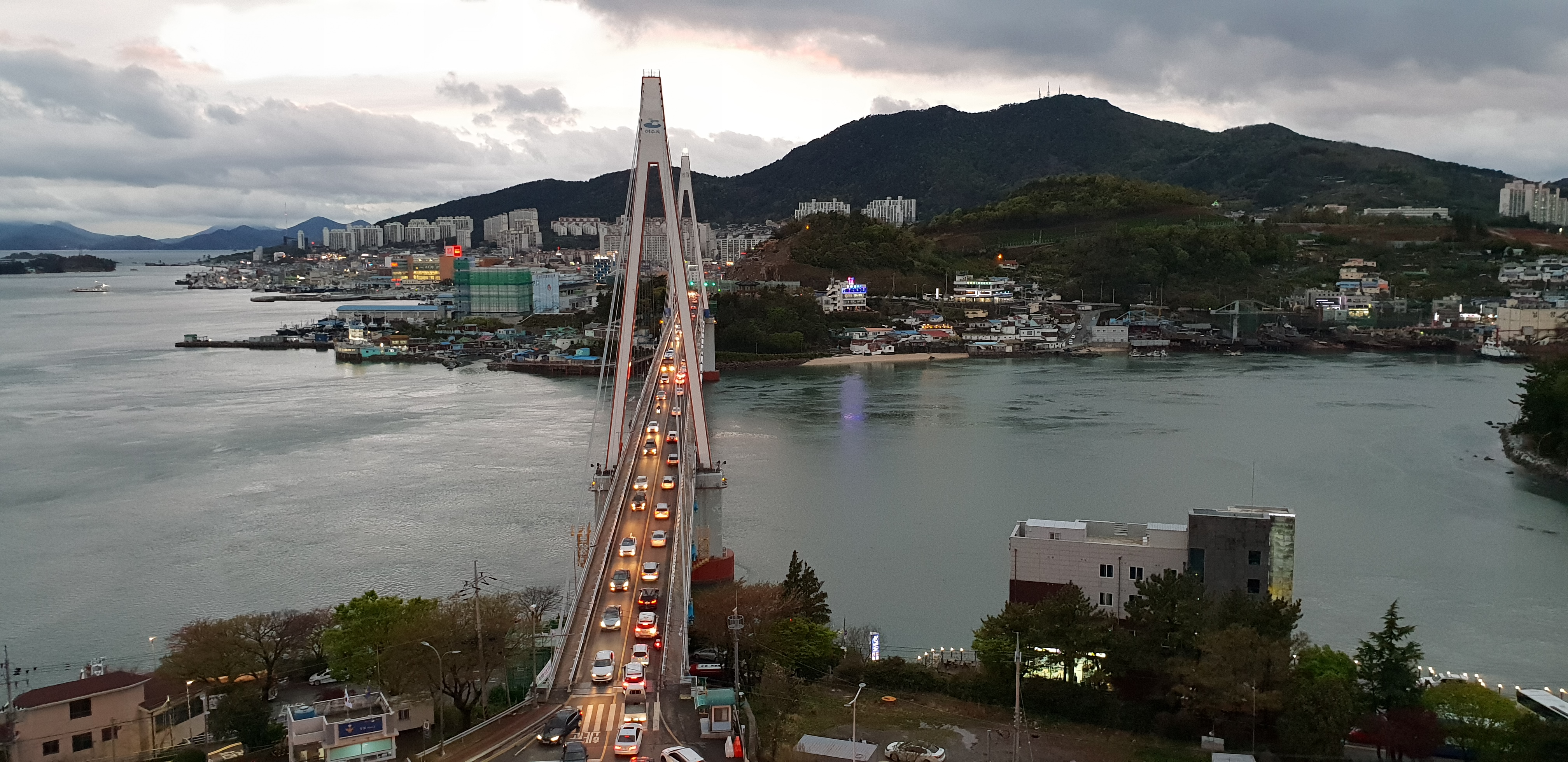
2018년 4월 돌산공원에서 바라본 돌산대교

## 같이 보기
- 이순신대교
- 거북선대교